# ويليام إي. أوين
ويليام إي. أوين (بالإنجليزية: William E. Owen)‏ هو شخصية أعمال وفلاح وسياسي أمريكي، ولد في 28 نوفمبر 1888، وتوفي في 16 يوليو 1976. حزبياً، نشط في الحزب الجمهوري. وقد انتخب عضو جمعية ولاية ويسكونسن وانتخب عضو مجلس ولاية ويسكونسن.